# 自然圣境
自然圣境泛指原住民或当地人公认的具有精神或信仰意义的自然区域。从自然保护的角度而言，自然圣境是民间自发形成的一种自然保护体系。
世界各地都有信仰神林、圣树的习俗。据统计，全球至少有13‚720片圣林。